# 삼중수소
삼중수소(三重水素) 또는 트리튬(tritium)은 수소의 동위원소로 3H로 표기하며 흔히 T(←Tritium)로도 표기한다. 수소의 가장 풍부한 동위원소인 경수소 원자핵은 중성자를 가지고 있지 않는 반면, 삼중수소의 원자핵은 하나의 양성자와 두 개의 중성자로 구성되어 있다. 삼중수소의 원자 질량은 3.0160492이다. 표준 기온 및 압력에서 기체 형태이며, T2나 3H2로 표기한다. 삼중수소는 산소와 결합하여 삼중수(T2O 혹은 THO)를 형성하며, 이는 중수소 산화물인 중수와 유사하나, 방사성이 있고 부식성이 있다. 삼중수소가 붕괴할 때 방출하는 전자의 평균 에너지는 5.7 keV 이므로 물에서 수소와 산소의 결합을 끊는 데 필요한 5.2keV보다 크다.  따라서 자가 분해된다.

## 에너지 자원
삼중수소는 중성자 2개와 양성자 1개로 이루어져 있는데, 중수소는 중성자 1개와 양성자 1개로 이루어져 있다. 중수소 2개를 핵융합시키면 양성자와 삼중수소가 나오며 엄청난 에너지가 나온다. 이 삼중수소는 중수소와 다시 핵융합시키면 또 엄청난 에너지와 중성자, 헬륨가스가 나온다. 또 중수소와 중수소를 핵융합시키면 삼중 수소의 대체품인 헬륨 3이 나온다. 헬륨 3은 중성자 1개와 양성자 2개로 이루어져 있고 중수소와 핵융합시키면 엄청난 에너지와 양성자와 헬륨가스가 나오며 이 과정에서 얻은 에너지는 전기로 만들 수 있는 것은 물론이고 오염없는 친환경 에너지도 만들 수 있다. 그러므로 기존의 화력 발전소가 만든 온실 가스와 핵분열 발전소가 만든 방사성 물질이 만들어지지 않는다. 또한 이 에너지는 다른 대체 에너지보다 상상도 못하게 많으며 강력한 에너지 중의 강력한 에너지다. 또한 중수소는 바닷물에 많다.

## 반응
삼중수소는 방사능을 지니며, 반감기는 약 12.3년이다. 다음과 같은 식을 통해 헬륨-3으로 붕괴한다.
{\displaystyle {\ce {{^{3}_{1}T}->{^{3}_{2}He}+{e^{-}}+{\overline {\nu }}_{e}}}}
이 과정에서 18.6 keV의 에너지를 방출한다. 전자는 평균 5.7 keV의 운동 에너지를 지니고 있으며, 남은 에너지는 전자 반중성미자에 의해서 전달된다. 삼중수소가 생성하는 에너지의 베타 입자는 먹거나 흡입할 경우에 위험하다. 삼중수소가 발생하는 방사능이 낮은 에너지를 지니는 이유로, 액체 섬광 계측(en:liquid scintillation counting)과 같은 방식이 아니고는 삼중수소로 표식을 한 물질을 검출하기가 힘들다.
삼중수소는 우주선과 대기 기체와의 상호 작용에 의해 자연적으로도 생긴다. 자연적인 생성에서 가장 중요한 반응은, 고속 중성자와 대기 질소와의 결합이다.
{\displaystyle {\ce {{^{14}_{7}N}+{^{1}n}->{^{12}_{6}C}+{^{3}_{1}T}}}}
하지만 삼중수소는 비교적 짧은 반감기를 가지고 있으므로, 이러한 방식으로 생성된 삼중수소는 범지구적인 규모로 볼 때는 누적되는 수준은 아니며, 존재 정도는 무시할만 하다. 공학적으로, 삼중수소는 리튬-6를 이용하여 핵 반응로에서 만들 수 있다.
{\displaystyle {\ce {{^{6}_{3}Li}+{^{1}n}->{^{4}_{2}He}+{^{3}_{1}T}}}}
삼중수소는 중수 감속로에서 중수소가 중성자를 포획하면서 생성된다. 하지만 이 반응은 매우 낮은 반응 단면적을 지니고 있기 때문에, 매우 높은 중성자 선속을 지니는 반응로에서만 유용한 삼중수소 생성원으로 작용할 수 있다. 이 외에도 붕소-10이 중성자 포획을 거치면서 생성한다.
삼중수소는 핵융합 연구에서 중요한 물질인데 삼중수소가 중수소와 높은 반응 단면적을 보이고, 17.6 MeV라는 높은 에너지를 방출하기 때문이다. 이 반응식은 다음과 같다.
{\displaystyle {\ce {{^{3}_{1}T}+{^{2}_{1}D}->{^{4}_{2}He}+n}}}
모든 원자핵은 양성자와 중성자로 구성되어 있으며, 양전하로 말미암아 서로를 밀어낸다. 하지만 태양 중심부에서와 같이 충분한 온도 및 압력을 지니고 있다면, 원자핵은 전자기 척력을 극복하고 강한 상호작용이 영향을 미칠 수 있을 정도로 가깝게 접근하고 융합할 수 있다. 삼중수소는 일반적인 수소와 같은 전하를 지니고 있기 때문에 동일한 전자기 척력을 보인다. 하지만 질량이 더 높으며, 이로 인해 전자기력에 덜 영향을 받고, 더욱 쉽게 핵융합을 일으키게 되는 것이다. 비록 보다 가벼워서 그 정도는 덜하기는 하더라도 중수소 역시도 보다 쉽게 핵융합을 일으키며, 이것이 갈색왜성에서 수소는 연소시키지 못하더라도 중수소는 연소시킬 수 있는 이유이다.

## 응용
삼중수소는 핵무기에서 핵융합을 통해 보다 높은 핵출력을 얻기 위해 사용된다. 하지만 삼중수소는 감쇠하며 저장해두기가 힘들기 때문에 많은 핵무기는 삼중수소 대신 리튬을 지니는데, 리튬은 폭발시에 높은 중성자 선속과 작용하여 삼중수소를 생성한다. 보다 자세한 사항은 핵무기 설계를 참조하기 바란다.
수소와 같이 삼중수소를 가두어 두는 것은 어렵다. 고무, 플라스틱, 기타 강철 계열은 삼중수소에 대해 어느 정도의 투과성이 있다. 그러므로, 만약 삼중수소가 핵융합로에서와 같이 대량으로 사용된다면 방사능 오염을 유발할 수 있다. 그러나 삼중수소는 반감기가 짧다.
대기 중에서의 핵실험은 의외로 해양학자들에게 유용한 점이 있다. 핵실험은 해수면의 삼중수소의 비율을 급격히 높이며, 이 수치는 시간이 흐름에 따라 해수가 얼마나 섞이는지를 판단하는 근거로 작용한다.
소량의 삼중수소로부터 방출되는 전자는 인이 빛나도록 하며, 이러한 원리는 비상구 표시나 시계등에 사용되는 스스로 빛을 발하는 트레이서라는 장치의 원리이다. 일부 국가에서는 빛나는 열쇠 고리를 만들기 위해서도 사용된다. 근래 동일한 방식으로 화기의 조준기를 만든 적도 있다. 원래 사용되던 라듐은 독성이 있어서 퇴출되었고, 그 자리를 삼중수소가 대신하게 되었다.
삼중수소화 된 티미딘은 세포 증식 분석에서 사용된다. 세포 분열 동안에 세포가 복제됨에 따라 뉴클레오사이드 분자는 DNA에 결합되게 된다. 여기서 세포 증식의 양을 판단하기 위해 액체 섬광 계측 기법이 사용된다.

## 역사
삼중수소는 1920년대 말 "나선형" 주기율표를 사용한 월터 러셀(Walter Russell)에 의해 처음으로 예측되었으며, 어니스트 러더퍼드가 마크 올리펀트(Mark Oliphant), 폴 하텍(Paul Harteck)과 함께 1934년 수소의 또 다른 동위 원소인 중수소를 변환해 제조하였다. 러더퍼드는 삼중수소를 분리할 수 없었으며, 루이스 알바레즈는 삼중수소가 방사능을 방출한다는 것을 추론해 내었다. W. F. 리비는 삼중수소를 이용하여 지질학적 표본 및 포도주 등의 연대 측정에 사용될 수 있다는 것을 증명했다.

## 대중 매체
삼중수소는 스파이더맨 2에서 등장한 적이 있으며, 뉴욕을 거의 파괴해버린 옥토퍼스 박사의 핵융합 반응의 원천이었다.

## 인체영향
인간에게 유전자 변이를 일으켜 사람이 사망에 이르게 한다.

## 같이 보기
- 삼중수소수